# 9142 Rhesus
9142 Rhesus este o planetă minoră (asteroid), cu un diametru de 42,306 km, din Asteroid troian al lui Jupiter. A fost descoperită pe 16 octombrie 1977 la Observatorul Palomar de Cornelis Johannes van Houten și a fost numită după Rhesus. 
Obiectul prezintă o orbită caracterizată de o semiaxă mare de 5,1709815 UAi, o excentricitate de 0,129, o înclinație de 12,80083 ° în raport cu ecliptica.